# Dwie karty
Dwie karty – polska powieść dark fantasy z 2011 autorstwa Agnieszki Hałas. Jest pierwszym tomem cyklu Teatr Węży. Została wydana po raz pierwszy 8 kwietnia 2011 nakładem wydawnictwa IFRYT. 12 września 2017 pojawiło się jej wznowienie nakładem Domu Wydawniczego Rebis. Wstęp do drugiego wydania napisał Robert M. Wegner.

## Fabuła
Światem niegdyś rządziła dziewiątka bogów. Odeszli jednak od świata ludzi, tworząc barierę pomiędzy nim, a światem demonów. Tej mieli strzec magowie, ludzie obdarzeni mocą srebrnej magii. Wszystko jednak ma dwie strony. Istnieje także magia czarna, zła i splugawiona, psująca harmonię świata. Pewnego dnia w Shan Vaola znajdującego się nad Zatoką Snów pojawia się Brune: mężczyzna niespełna władz umysłowych, z twarzą przeoraną bliznami, który zostaje przygarnięty przez grupę odmieńców, zajmujących się zbieraniem śmieci. Żyjąc z nimi, stopniowo odkrywa swoje niezwykłe umiejętności.

## Odbiór
Robert M. Wegner uznał Dwie karty za jedną z najlepszych polskich powieści fantasy. Średnia ocen powieści na portalu Lubimy Czytać 25 maja 2019 wynosiła 7,16/10 przy 343 ocenach i 70 napisanych opiniach. Damian Podoba, redaktor portalu Paradoks, wystawił powieści pozytywną opinię. Także Justyna Gul, recenzentka portalu Granice, polecała tę książkę. Podobnie recenzent fanzinu Farenheit.